# Procés alfa
El procés alfa és un dels dos tipus de reaccions de fusió nuclear pels quals els estels converteixen l'heli en elements més pesants; l'altre és el procés triple alfa.
Mentre el procés triple alfa només li cal l'heli, el procés alfa es produeix quan l'estel ja ha produït carboni, a partir del qual pot sintetitzar altres elements més pesants, com es mostre en les reaccions següents:
{\displaystyle \mathrm {_{6}^{12}C} +\mathrm {_{2}^{4}He} \rightarrow \mathrm {_{8}^{16}O} +\gamma +Q}, Q = 7.16 МeV
{\displaystyle \mathrm {_{8}^{16}O} +\mathrm {_{2}^{4}He} \rightarrow \mathrm {_{10}^{20}Ne} +\gamma +Q}, Q = 4.73 МeV
{\displaystyle \mathrm {_{10}^{20}Ne} +\mathrm {_{2}^{4}He} \rightarrow \mathrm {_{12}^{24}Mg} +\gamma +Q}, Q = 9.31 МeV
{\displaystyle \mathrm {_{12}^{24}Mg} +\mathrm {_{2}^{4}He} \rightarrow \mathrm {_{14}^{28}Si} +\gamma +Q}, Q = 9.98 МeV
{\displaystyle \mathrm {_{14}^{28}Si} +\mathrm {_{2}^{4}He} \rightarrow \mathrm {_{16}^{32}S} +\gamma +Q}, Q = 6.95 МeV
{\displaystyle \mathrm {_{16}^{32}S} +\mathrm {_{2}^{4}He} \rightarrow \mathrm {_{18}^{36}Ar} +\gamma }
{\displaystyle \mathrm {_{18}^{36}Ar} +\mathrm {_{2}^{4}He} \rightarrow \mathrm {_{20}^{40}Ca} +\gamma }
{\displaystyle \mathrm {_{20}^{40}Ca} +\mathrm {_{2}^{4}He} \rightarrow \mathrm {_{22}^{44}Ti} +\gamma }
{\displaystyle \mathrm {_{22}^{44}Ti} +\mathrm {_{2}^{4}He} \rightarrow \mathrm {_{24}^{48}Cr} +\gamma }
{\displaystyle \mathrm {_{24}^{48}Cr} +\mathrm {_{2}^{4}He} \rightarrow \mathrm {_{26}^{52}Fe} +\gamma }
{\displaystyle \mathrm {_{26}^{52}Fe} +\mathrm {_{2}^{4}He} \rightarrow \mathrm {_{28}^{56}Ni} +\gamma }
{\displaystyle \mathrm {_{28}^{56}Ni} +\mathrm {_{2}^{4}He} +\gamma \rightarrow \mathrm {_{30}^{60}Zn} } (L'energia es consumeix i el nucli de l'estel s'esfondra)
Totes aquestes reaccions tenen una freqüència molt baixa i, per tant, no contribueixen significativament a la producció d'energia en els estels;
amb elements més pesats que el neó (nombre atòmic > 10) encara té una freqüència més baixa a causa de l'augment de la força de repulsió electroestàtica.
El nom d'elements de procés alfa o  elements alfa els elements els isòtops més abundants dels quals són múltiples sencers de la massa del nucli d'heli (partícula alfa). Els elements alfa són Z ≤ 22: (C, N), O, Ne, Mg, Si, S, Ar, Ca, Ti. Se sintetitzen per captura alfa en l'estat precursor de la fusió del silici superonoves de tipus II. El silici i el calci són elements purament de procés alfa. El magnesi es pot cremar per reaccions de captura protònica. Hi ha controvèrsia sobre la consideració de l'oxigen com a elelment alfa. L'oxigen és un element alfa en els estels de població II de baixa metal·licitat. Es produeix en supernoves de tipus II i el seu enriquiment està ben correlacionat amb l'enriquiment d'altres elements de procés alfa. Algunes vegades es considera el C i el N com a elements de procés alfa, ja que se sintetitzen en reaccions nuclears de captura alfa.
L'abundància d'elements alfa als estels s'expressa normalment en l'algoritme:
{\displaystyle [\alpha /Fe]=\log _{10}{\left({\frac {N_{\alpha }}{N_{Fe}}}\right)_{Estel}}-\log _{10}{\left({\frac {N_{\alpha }}{N_{Fe}}}\right)_{Sol}}},
On {\displaystyle N_{\alpha }} i {\displaystyle N_{Fe}} són el nombre d'àtoms d'elements alfa i Fe per unitat de volum.